# Britta Neander
Britta Neander (* 29. Juni 1956 in Hamburg; † 14. Dezember 2004 in Berlin) war eine deutsche Musikerin und Zeichnerin.
Aufgewachsen als älteste Tochter des Journalisten Joachim Neander zunächst in Hamburg und danach in Rodgau in  der Nähe von Frankfurt, brach sie als Teenager die Schule ab und zog nach Berlin, um sich der alternativen Musikszene anzuschließen. 1979 gründete sie mit Carambolage eine der ersten deutschen Frauenrockbands. Als Schlagzeugerin und Perkussionistin spielte sie mit Rio Reiser in dessen Band Ton Steine Scherben bis zu deren Auflösung im Jahr 1985 sowie danach mit Reiser während dessen Solokarriere. 1988 spielte sie zusammen mit ihrer Freundin Christiane Rösinger in der Band Lassie Singers und gründete 1997 mit Rösinger die Band Britta. Mit beiden Bands veröffentlichte Britta Neander mehrere CDs. Sie war die Schwester von Albrecht „Ali“ Neander, der zunächst als Gitarrist der Rockband Rodgau Monotones bekannt wurde.
Neben der Musik engagierte sich Neander, Mutter einer Tochter (AnayanA, Sängerin und Perkussionistin bei Ton Steine Scherben), auch viel für Kinder. Sie arbeitete auf einem Kinderbauernhof, malte, gestaltete hochwertige Bleiglaslampen und dekorierte mit großflächigen Bildern so manche Kneipe in Berlin. Zudem illustrierte Britta Neander Kinderbücher, zum Beispiel das mit Ruth Vogel entstandene Bilderbuch Pick und die kleine Wolke, das mit einer Animation von Rudolf Rössner und Musik von Karl Heinz Schlösser 1990 als Kurzfilm vom ZDF ausgestrahlt wurde.
Britta Neander starb im Alter von 48 Jahren nach einer Herzoperation in Berlin.